# Adelelme
Pour les articles homonymes, voir Aleaume.
Adelelme ou Aleaume est un connétable du roi des Francs Philippe Ier, attesté vers 1071 - 1074.

## Biographie
Son existence est attestée par la présence de sa signature sur un acte de franchise en faveur de l'église Saint-Spire et Saint-Loup de Corbeil, accordée par Philippe Ier (à la demande du comte Bouchard de Corbeil),.